# Бондарь
Бо́нда́рь (бочар) — ремесленник, выделывающий бочки и другие ёмкости из дерева, иногда — мастер по изготовлению корабельных мачт.
Ремесло называют «бондарством». Ранее имело повсеместное распространение. В XXI веке профессия бондаря — по-прежнему необходима, так как настоящие деревянные бочки требуются при производстве вина и коньяка.
Бондарь посредством топора и других столярных инструментов прилаживает клёпки бочки одна к другой, выстругивает их, делает фальцы (зауторы) зауторником, в них вгоняет днище и всё связывает деревянными или железными обручами.
В Католической церкви (РКЦ) покровителем бондарей является святой Альберт Трапанийский.